# جلال جلالی‌زاده
جلال جلالی‌زاده (زادهٔ ۳ تیر ۱۳۳۹) استاد دانشگاه، نویسنده، مترجم و سیاستمدار اصلاح‌طلب است.
او دبیر شورای هماهنگی اصلاح‌طلبان کرد، نماینده اسبق کرد و اهل‌سنت مردم سنندج، دیواندره و کامیاران در مجلس ششم و تنها عضو اهل‌سنت در شورای مرکزی جبهه مشارکت ایران اسلامی (۱۳۷۹-۱۳۸۹) و حزب اتحاد ملت ایران اسلامی است. همچنین عضو اولین دوره شورای اسلامی شهر سنندج و مشاور پیشین وزیر کشور است.
جلالی‌زاده استاد دانشگاه تهران، رئیس مجمع نمایندگان اهل سنت در مجلس ششم، عضو شورای مرکزی حزب اتحاد ملت و پیش از آن جبهه مشارکت و مدیرمسئول سابق هفته‌نامه سیروان است. او به زبان‌های فارسی، کردی،  عربی و انگلیسی مسلط است.

## زندگی

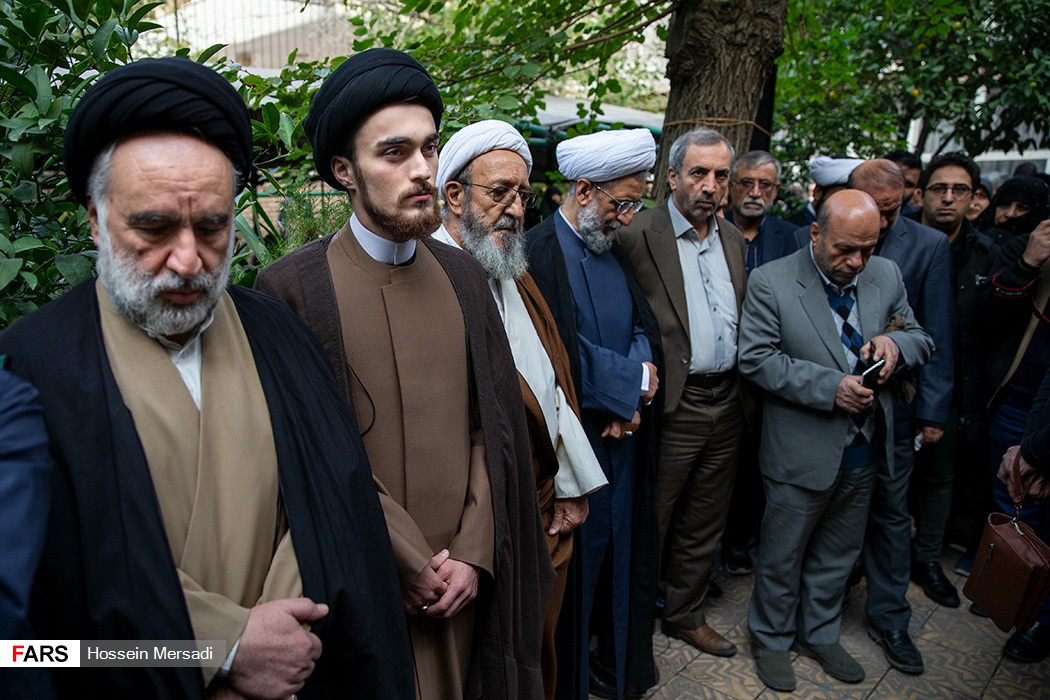
از چپ: سید سراج‌الدین موسوی، پسر سید حسن خمینی، هادی غفاری، هادی قابل و جلالی‌زاده در مراسم ترحیم اعظم طالقانی، آذر ۱۳۹۸

جلال جلالی‌زاده ۱۳۳۹ در روستای گلین از توابع سنندج در یک خانوادهٔ روحانی متولد شد. در دوران کودکی دروس عربی و دینی را نزد پدرش حاج ماموستا ملا علی جلالی‌زاده خواند. در سال ۱۳۵۲ در امتحان متفرقه ششم ابتدایی شرکت کرد و قبول شد. او در سال ۱۳۵۷ در دبیرستان کوروش کبیر سنندج موفق به اخذ دیپلم تجربی شد. در سال ۱۳۶۲ در دانشگاه تهران رشتهٔ الهیات پذیرفته شد و در سال ۱۳۶۶ برای کارشناسی ارشد در رشتهٔ فقه و مبانی حقوق پذیرفته شد و در همان سال در دانشگاه رازی استخدام شد. در سال ۱۳۷۲ در امتحان دکتری پذیرفته شد و در سال ۱۳۷۶ با نوشتن «اصولیان کرد و نقش آنان در تحول علم اصول» فارغ‌التحصیل شد.
در سال ۱۳۷۶ معاون پژوهشی دانشگاه کردستان، ۱۳۷۸ عضو شورای شهر سنندج و در سال ۱۳۷۹ به عنوان نمایندهٔ مردم سنندج، دیواندره و کامیاران انتخاب شد. از سال ۱۳۷۹ عضو شورای مرکزی جبههٔ مشارکت و پس از آن دبیر شورای هماهنگی اصلاح‌طلبان کرد می‌باشد. او در حال حاضر استاد دانشگاه تهران و عضو هیئت علمی در گروه فقه و حقوق شافعی دانشکدهٔ الهیات دانشگاه تهران می‌باشد. وی از دوستان و یاران نزدیک بهاءالدین ادب دیگر نماینده سنندج در مجلس ششم بود.
جلالی زاده از اعضای مؤسس حزبی می‌باشد که در اوایل سال ۱۳۸۴ با عنوان جبهه متحد کرد با همکاری جمعی از فعّالان سیاسی و فرهنگی کُرد بنیان نهاده شد.

### تألیف
- «مختصری دربارهٔ علم کلام.»: سیروان، ۱۳۸۵.
- «مبادی و اصطلاحات علم فقه.»: نشر احسان، ۱۳۸۷.
- «نقش ازدواج در سلامت جامعه.»: حافظ ابرو، ۱۳۹۱.
- «تاریخ فقه و فقها.» تهران: نشر احسان، ۱۳۹۷.
- «اصولیان کُرد و نقش آنان در تحول علم اصول.» تهران: نشر احسان، ۱۳۹۹.

### ترجمه
- «مخالفت سیاسی در جامعه اسلامی.»: هه ژار، ۱۳۸۰.
- «گفتگو، همیشه.»: قصیده سرا، ۱۳۸۲.
- «انقلابی در سنت نبوی.»: امید ایرانیان، ۱۳۸۲.
- «آئینه احکام در فقه امام شافعی.»: نشر احسان، ۱۳۸۲.
- «واژه‌های نورانی.» تهران: نشر احسان، ۱۳۹۳.
- «رحمة الأمة فی اختلاف الأئمة.» شیراز: ایلاف، ۱۳۹۳.
- «آیا ما شایسته دموکراسی هستیم؟.» تهران: نشر احسان، ۱۳۹۳.
- «تاریخ اصول فقه.» تهران: نشر احسان، ۱۳۹۵.
- «توضیح المسائل.» تهران: طیبین، ۱۳۹۷.
- «منظومه رحبیه(در علم فرائض).» تهران: نشر احسان، ۱۳۹۸.
- «کُردها نوادگان مادها.» تهران: توکلی، ۱۳۹۸.

### سایر
- «وضع و استعاره.»: صحفی، ۱۳۷۰.
- «درر جلالی.»: نشر علوم قران، ۱۳۷۳.
- «چراغ مصطفوی.»: کردستان، ۱۳۸۱.
- «سفر آخر.»: نشر احسان، ۱۳۸۴.
- «آموزش فقه شافعی.»: نشر احسان، ۱۳۸۵.[۵][۶][۷]

## اقدامات

### در مجلس ششم
- تاسیس کارخانه تراکتورسازی کردستان
- تاسیس نیروگاه سیکل ترکیبی سنندج
- موسس رشته فقه شافعی دانشگاه کردستان
- تاسیس مرکز پژوهش های کردستان شناسی دانشگاه کردستان
- اختصاص بودجه برای بازسازی و ترمیم و ساماندهی غار کرفتو شهرستان دیواندره
- احداث تالار جدید مرکزی سنندج
- تخصیص ردیف بودجه برای بزرگراه کرمانشاه-میاندوآب (کریدور شمال-جنوب)
- موسس فراکسیون نمایندگان کُرد مجلس شورای اسلامی
- موسس مجمع نمایندگان اهل سنت مجلس شورای اسلامی
- عضو هیئت رئیسه نمایندگان بین المجالس
- تخصیص ردیف بودجه برای کنارگذر شرقی سنندج
- گازکشی به ناحیه منفصل شهری حسن آباد و روستاهای اطراف شهر سنندج
- اولین نطق قبل از دستور به زبان کُردی در تاریخ مجلس شورای اسلامی
- اولین نماینده تاریخ مجلس شورای اسلامی که به وزیر اطلاعات تذکر داده است.
- موسس رشته زبان و ادبیات کُردی دانشگاه کردستان
- تخصیص ردیف بودجه برای خط راه‌آهن تهران-همدان-سنندج
- تخصیص ردیف بودجه برای بزرگراه همدان-سنندج
- پیگیری تاسیس دانشکده هنر و معماری دانشگاه کردستان
- تخصیص مالیات سد گاوشان برای توسعه شهرستان کامیاران
- تاسیس پتروشیمی کردستان
- تاسیس موزه مردم شناسی سنندج (خانه کرد)

## بازداشت
جلالی‌زاده به اتهام فعالیت تبلیغی علیه نظام جمهوری اسلامی از طریق سخنرانی از سوی دادگاهی محلی در آق قلای گرگان به یکسال حبس تعزیری محکوم شد. وی متهم شده‌است که در جریان انتخابات ریاست جمهوری سخنانی برای مردم اهل سنت آق قلا ایراد کرده‌است که به زعم دادگاه تبلیغ علیه نظام جمهوری اسلامی از آن مستفاد می‌گردد. جلالی‌زاده در این سخنرانی به‌طور معمول از ضرورت آزادی‌های بیان، آزادی عقیده، آزادی مطبوعات، بهره‌مندی مساوی ایرانیان و اهل سنت از قدرت و ثروت ملی دفاع کرده و از تبعیضهای موجود انتقاد کرده‌است. جلالی‌زاده این سخنرانی را ۱۶ خرداد سال ۱۳۸۴ و در جریان انتخابات ریاست جمهوری به نفع نامزد اصلاح طلبان پیشرو درآق قلا ایراد کرده‌است. دادگاه گزیده‌ای از سخنان تقطیع شده جلالی‌زاده را مبنای صدور حکم سنگین یک سال زندان برای او قرارداده است. در حکم تصریح شده که گزیده سخنان دکتر جلالی زاده از نوار پیاده شده‌است. 

## پیوندهای وابسته
- فهرست نمایندگان دوره ششم مجلس شورای اسلامی
- بهاالدین ادب
- جبهه متحد کرد
- بایزید مردوخی
- محمد باقر ضیایی
- صالح نیکبخت